# USS Guam (CB-2)
Pour les autres navires du même nom, voir USS Guam.
L'USS Guam est un croiseur de bataille de la classe Alaska, en service dans la marine américaine de 1944 à 1947. Au cours de cette période, il participe, au sein de la flotte du Pacifique aux combats d'Okinawa et à des opérations en mer de Chine orientale. Retiré du service actif le 17 février 1947, le navire est démantelé à partir du 10 juillet 1961.